# Посещение на Хрушчов в САЩ
Посещението на Никита Хрушчов в Съединените щати (на руски: Визит Хрущёва в США и на английски: State visit by Nikita Khrushchev to the United States) е първото посещение на съветски лидер в Съединените щати, осъществено от 15 до 27 септември 1959 г., или два месеца след посещението в СССР на вицепрезидента на Съединените щати Ричард Никсън (първото в историята на такова ниво). Хрушчов посещава Вашингтон, Кемп Дейвид, Ню Йорк, Лос Анджелис и Сан Франциско в Калифорния, Де Мойн и Еймс в Айова. Той се среща с президента и вицепрезидента на САЩ Дуайт Айзенхауер и Ричард Никсън, както с група сенатори.
Съветската делегация е в състав от 63 души: министри, дипломати, актьори и писатели, а съветския лидер е придружаван от семейството си. Те пътуват с директен полет на Ту-114. Съветската делегация пристига във военновъздушната база Андрюс, където съветският лидер е посрещнат от американския президент Айзенхауер. Посещението е отразявано от 2500 журналисти и фоторепортери, акредитирани от Държавния департамент на САЩ (включително 41 съветски), но според американското списание Life общият брой на журналистите е не по-малко от 5000 души, което по това време е абсолютен световен рекорд.
Посещението бележи най-високата точка в процеса на размразяване при Хрушчов на студената война. Посещението не води до значително сближаване на позициите на СССР и САЩ по германския въпрос, сключването на политически съветско-американски договор, търговско-икономическите отношения, предложенията на СССР за общо и пълно разоръжаване, прекратяване на тестовете на ядрени оръжия, представителството на КНР в съвета за сигурност на ООН (която до 1970 г. е заета от Република Китай, т.е. Тайван) и въобще ситуацията около Тайван. По време на визита си в САЩ Хрушчов говори пред Общото събрание на ООН с призив за разоръжаване.
Посещението е последвано от каскада събития довели до карибската криза и в крайна сметка до свалянето на Хрушчов от власт.  Първата несполука последвала това историческо посещение е провала на съветската страна да използва честването на 10-годишнината на КНР за позаглаждане на настъпилия междувременно съветско-китайски разкол. На 30 септември 1959 г. в КНР пристига делегация ръководена от Хрушчов. Срещата преминава доста студено и когато Хрушчов обявява „продуктивността“ на посещението си в САЩ и преговорите с Айзенхауер, Мао Дзедун не скрива недоволството си. По време на преговорите след тържеството Мао отново иска предаване на ядрени тайни, заявявайки недвусмислено, че решенията на XX-ия конгрес на КПСС относно култа към личността на Сталин са неоснователни и неприемливи, тъй като Сталин е лидер не само на КПСС, но и на световното комунистическо движение, включително китайското, и това "изключително усложнява ситуацията в световното комунистическо движение и затруднява отношенията между двете партии". В хода на преговорите интензивността на взаимните обвинения нараства и Хрушчов влиза в лична кавга с китайския външния министър Чен И. На 4 октомври 1959 г. съветската делегация се вижда принудена да напусне Пекин. Свалянето на американския разузнавателен самолет U-2 над Свердловск на 1 май 1960 г. бележи пълния провал на политиката на размразяване при Хрушчов, довел след себе си до издигането на Берлинската стена и идването начело на властта в Съветския съюз на Леонид Брежнев.